# Lobbach
Lobbach là một xã nằm ở huyện Rhein-Neckar, thuộc bang Baden-Württemberg, Đức.

## Nhân khẩu học
Phát triển dân số: 
| Năm  | Số dân |
| ---- | ------ |
| 1990 | 2.221  |
| 2001 | 2,446  |
| 2011 | 2.346  |
| 2021 | 2.353  |